# Dinamički sistem
U matematici, dinamički sistem je sistem u kome funkcija opisuje vremensku zavisnost od tačke u geometrijskom prostoru. Primeri obuhvataju matematičke modele koji opisuju njihanje klatna časovnika, protok vode u cevi, i broj riba svakog proleća u jezeru.
U bilo kojem trenutku, dinamički sistem ima stanje dato putem N-torke realnih brojeva (vektora) koji se mogu predstaviti tačkom u odgovarajućem prostoru stanja (geometrijska mnogostrukost). Pravilo evolucije dinamičkog sistema je funkcija koja opisuje koja buduća stanja slede iz trenutnog stanja. Često je funkcija deterministička, odnosno za određeni vremenski interval samo jedno buduće stanje sledi iz trenutnog stanja. Međutim, neki sistemi su stohastični, tako da slučajni događaji takođe utiču na evoluciju promenljivih stanja.
U fizici, dinamički sistem se opisuje kao „čestica ili grupa čestica čije stanje varira tokom vremena i na taj način se pokorava diferencijalnim jednačinama koje obuhvataju vremenske derivate.” Da bi se predvidelo buduće ponašanje sistema, proizvodi se analitičko rešenje takvih jednačina ili njihova integracija tokom vremena pomoću kompjuterske simulacije.
Proučavanje dinamičkih sistema je fokus teorije dinamičkih sistema, koji ima primenu u širokom spektru oblasti kao što su matematika, fizika, biologija, hemija, inženjerstvo, ekonomija, i medicina. Dinamički sistemi su osnovni deo teorije haosa, dinamike logističke mape, teorije bifurkacije, procesa samosklapanja i samoorganizacije, i koncepta ivice haosa.

## Pregled
Koncept dinamičkog sistema ima svoje poreklo u klasičnoj mehanici. Tamo, kao i u drugim prirodnim i inženjerskim disciplinama, evolucijsko pravilo dinamičkih sistema je implicitna veza koja daje stanje sistema za samo kratko vreme u budućnost. (Odnos je diferencijalna jednačina, jednadžba razlika ili druga vremenska skala.) Da bi se utvrdilo stanje za sva buduća vremena, potrebno je ponavljanje odnosa više puta - svaki put napredujući za mali korak. Postupak iteracije naziva se rešavanjem sistema ili integrisanjem sistema. Ako se sistem može rešiti, s obzirom na početnu tačku moguće je odrediti sve njegove buduće pozicije, kolekciju tačaka poznatih kao trajektorija ili orbita.
Pre pojave računara, pronalaženje orbite je zahtevalo sofistikovane matematičke tehnike i moglo se vršiti samo za malu klasu dinamičkih sistema. Numeričke metode implementirane na elektronskim računarskim mašinama pojednostavile su zadatak utvrđivanja orbita dinamičkog sistema.
Za jednostavne dinamičke sisteme poznavanje putanje je često dovoljno, mada je većina dinamičkih sistema previše komplikovana da bi se razumela u smislu pojedinačnih putanja. Poteškoće nastaju iz više razloga.
- Proučeni sistemi mogu se poznavati samo približno - parametri sistema možda nisu tačno poznati, ili članovi nedostaju iz jednačina. Korištene aproksimacije dovode u pitanje validnost ili relevantnost numeričkih rešenja. Da bi se rešila ova pitanja u proučavanju dinamičkih sistema uvedeno je nekoliko pojmova stabilnosti, kao što su Ljapunova stabilnost ili strukturna stabilnost. Stabilnost dinamičkog sistema podrazumeva da postoji klasa modela ili početnih uslova za koje bi putanje bile jednake. Operacija za poređenje orbita radi uspostavljanja njihove ekvivalentnosti menja se sa različitim shvatanjima stabilnosti.
- Tip trajektorije može biti važniji od jedne određene trajektorije. Neke trajektorije mogu biti periodične, dok druge mogu lutati kroz različita stanja sistema. Aplikacije često zahtevaju nabrajanje ovih klasa ili održavanje sistema unutar jedne klase. Klasifikacija svih mogućih putanja dovela je do kvalitativnog proučavanja dinamičkih sistema, odnosno svojstava koja se ne menjaju u skladu sa promenama koordinata. Linearni dinamički sistemi i sistemi koji imaju dva broja koji opisuju stanje su primeri dinamičkih sistema gde su poznate moguće klase orbita
- Ponašanje putanja kao funkcija parametra može biti ono što je potrebno za aplikaciju. Kako se parametar menja, dinamički sistemi mogu imati tačke bifurkacije u kojima se kvalitativno ponašanje dinamičkog sistema menja. Na primer, sistem može ići od samo periodičnih pokreta do naizgled nepravilnog ponašanja, kao u prelazu u turbulenciju neke tečnosti.
- Trajektorije sistema mogu se činiti nepravilnim, kao da su nasumične. U ovim slučajevima može da bude neophodno da se izračunaju proseci koristeći jednu veoma dugu trajektoriju ili mnogo različitih trajektorija. Proseci su dobro definisani za ergodične sisteme i detaljnije razumevanje je razvijeno za hiperbolične sisteme. Razumevanje verovatnih aspekata dinamičkih sistema pomoglo je uspostavljanju osnova statističke mehanike i haosa.

## Literatura
- Ralph Abraham; Jerrold E. Marsden (1978). Foundations of mechanics. Benjamin–Cummings. ISBN 978-0-8053-0102-1.  (available as a reprint:  0-201-40840-6)
- Encyclopaedia of Mathematical Sciences (ISSN 0938-0396) has a sub-series on dynamical systems with reviews of current research.
- Christian Bonatti; Lorenzo J. Díaz; Marcelo Viana (2005). Dynamics Beyond Uniform Hyperbolicity: A Global Geometric and Probabilistic Perspective. Springer. ISBN 978-3-540-22066-4.
- Stephen Smale (1967). „Differentiable dynamical systems”. Bulletin of the American Mathematical Society. 73 (6): 747—817. doi:10.1090/S0002-9904-1967-11798-1.
- V. I. Arnold (1982). Mathematical methods of classical mechanics. Springer-Verlag. ISBN 978-0-387-96890-2.
- Jacob Palis; Welington de Melo (1982). Geometric theory of dynamical systems: an introduction. Springer-Verlag. ISBN 978-0-387-90668-3.
- David Ruelle (1989). Elements of Differentiable Dynamics and Bifurcation Theory. Academic Press. ISBN 978-0-12-601710-6.
- Tim Bedford; Michael Keane; Caroline Series, ур. (1991). Ergodic theory, symbolic dynamics and hyperbolic spaces. Oxford University Press. ISBN 978-0-19-853390-0.
- Ralph H. Abraham; Christopher D. Shaw (1992). Dynamics—the geometry of behavior, 2nd edition. Addison-Wesley. ISBN 978-0-201-56716-8.
- Kathleen T. Alligood; Tim D. Sauer; James A. Yorke (2000). Chaos. An introduction to dynamical systems. Springer Verlag. ISBN 978-0-387-94677-1.
- Oded Galor (2011). Discrete Dynamical Systems. Springer. ISBN 978-3-642-07185-0.
- Morris W. Hirsch; Stephen Smale; Robert L. Devaney (2003). Differential Equations, dynamical systems, and an introduction to chaos. Academic Press. ISBN 978-0-12-349703-1.
- Anatole Katok; Boris Hasselblatt (1996). Introduction to the modern theory of dynamical systems. Cambridge. ISBN 978-0-521-57557-7.
- Stephen Lynch (2010). Dynamical Systems with Applications using Maple 2nd Ed. Springer. ISBN 978-0-8176-4389-8.
- Stephen Lynch (2014). Dynamical Systems with Applications using MATLAB 2nd Edition. Springer International Publishing. ISBN 978-3319068190.
- Stephen Lynch (2017). Dynamical Systems with Applications using Mathematica 2nd Ed. Springer. ISBN 978-3-319-61485-4.
- Stephen Lynch (2018). Dynamical Systems with Applications using Python. Springer International Publishing. ISBN 978-3-319-78145-7.
- James Meiss (2007). Differential Dynamical Systems. SIAM. ISBN 978-0-89871-635-1.
- David D. Nolte (2015). Introduction to Modern Dynamics: Chaos, Networks, Space and Time. Oxford University Press. ISBN 978-0199657032.
- Julien Clinton Sprott (2003). Chaos and time-series analysis. Oxford University Press. ISBN 978-0-19-850839-7.
- Steven H. Strogatz (1994). Nonlinear dynamics and chaos: with applications to physics, biology chemistry and engineering. Addison Wesley. ISBN 978-0-201-54344-5.
- Teschl, Gerald (2012). Ordinary Differential Equations and Dynamical Systems. Providence: American Mathematical Society. ISBN 978-0-8218-8328-0.
- Stephen Wiggins (2003). Introduction to Applied Dynamical Systems and Chaos. Springer. ISBN 978-0-387-00177-7.
- Florin Diacu; Philip Holmes (1996). Celestial Encounters. Princeton. ISBN 978-0-691-02743-2.
- James Gleick (1988). Chaos: Making a New Science. Penguin. ISBN 978-0-14-009250-9.
- Ivar Ekeland (1990). Mathematics and the Unexpected (Paperback). University Of Chicago Press. ISBN 978-0-226-19990-0.
- Ian Stewart (1997). Does God Play Dice? The New Mathematics of Chaos. Penguin. ISBN 978-0-14-025602-4.

## Spoljašnje veze
Onlajn knjige i beleške sa predavanja
Istraživačke grupe